# Полозкова, Наталья Фёдоровна
Ната́лья Фёдоровна Полозко́ва (в девичестве — Козло́ва, 2 апреля 1972) — российская конькобежка, участница зимних Олимпийских игр 1992, 1994 и 1998 годов, 2-кратная чемпионка России и 11-кратная призёр чемпионата России, 4-кратная рекордсменка России. Мастер спорта международного класса. Выступала за СК Вооруженных сил РФ и г. Челябинск.

## Биография
Наталья Козлова родилась в семье рабочих. Отец был коммунистом и по профессии токарь высшего разряда — работал на заводе дорожных машин имени Колющенко. Обе бабушки были верующими и обе крестили Наташу, а в третий раз она крестилась, когда проходило крещение её младшей сестры. В детстве она была гиперактивным ребёнком и всё время играла с мальчишками. Во 2-м классе, в возрасте 8 лет встала на коньки, а в 4-м классе был создан в их школе спортивный класс. Учёба и тренировки выработали в ней дисциплинированную и ответственную спортсменку.
В 16-лет Наталья дебютировала на чемпионате мира среди юниоров и участвовала там в течение 3-х лет, до 1990 года. В 1990 году вышла замуж. В 1991 году на своём первом чемпионате Европы в Сараево выиграла малую бронзовую медаль в беге на 1500 м и золотую на 500 м, в сумме многоборья заняла 6-е место. Следом на чемпионате мира в классическом многоборье поднялась на 8-е место, а в марте на зимней Универсиаде в Саппоро выиграла золотую медаль в забеге на 1500 м.
В 1992 году на чемпионате СНГ заняла 2-е место в беге на 1500 м и 3-е на 500 м. На зимних Олимпийских играх в Альбервиле заняла 4-е место в забеге на 1500 м, 15-е место на 500 м и 20-е на 1000 м. Сразу после игр участвовала на чемпионате мира в классическом многоборье, где заняла 30-е место. В сезоне 1992/93 Наталья стала бронзовым призёром чемпионата России в классическом многоборье и серебряным в спринте. она также выиграла на дистанции 1500 м на этапе Кубка мира в Давосе. На чемпионате мира в классическом многоборье заняла 15-е место.
На зимних Олимпийских играх в Лиллехаммере Наталья участвовала в беге на 500, 1000 и 1500 метров и заняла соответственно 22-е, 10-е и 7-е места. В 1995 году родила сына и ушла в декрет. В 1997 году на чемпионате Европы в Херенвене была дисквалифицирована и на чемпионате России в спринте заняла 2-е место. В 1998 году стала 25-й на спринтерском чемпионате мира, а на зимних Олимпийских играх в Нагано Полозкова участвовала в беге на две дистанции: 1000 и 1500 м и заняла соответственно 17-е и 10-е места. В марте она выиграла чемпионат России в абсолютном зачёте многоборья. С 1999 по 2001 год занимала 2-е место в многоборье на чемпионате страны. На чемпионате Европы в 1999 году поднялась на 10-е место.
На чемпионате Европы в 2000 году заняла 16-е место, и на чемпионате Европы в 2001 году стала 7-й. В том же 2001-м на чемпионате мира в классическом многоборье финишировала 14-й. В марте на чемпионате мира на отдельных дистанциях заняла 9-е место в беге на 1500 м и 13-е на 3000 м. На чемпионате России выиграла забеги на 1500 и 3000 м. В декабре 2001 Наталья не смогла пройти олимпийскую квалификацию на свою четвёртую олимпиаду, заняв 10-е места на дистанциях 1500 и 3000 м. в 2003 и 2004 году стала чемпионкой России в забеге на 1500 м, заняла 2-е место в беге на 1000 м и 3-е места в спринте и многоборье. В 2004 году завершила карьеру.

## Личная жизнь
Наталья Полозкова в 1994 году окончила УралГАФК, позже поступив в аспирантуру. После окончания спортивной карьеры проработала на кафедре университета до 2012 года и защитила диссертацию. С 2010 года является кандидатом педагогических наук. В 2012 году у неё родилась дочь, и после декрета она начала развивать бизнес. Старший сын создал свою семью. Наталья верующая христианка, постоянно посещает челябинский храма Вознесения Господня. В настоящее время занимает пост директора челябинской организации по сопровождению деятельности предприятий в области промышленной, пожарной и экологической безопасности.